# Титон и Аврора
«Титон и Аврора» (фр. Titon et l'Aurore) — трёхактная с прологом опера французского композитора Жана-Жозефа де Мондонвиля, созданная в 1753 году на основе греческих мифов, которая относится к жанру, известному как «героическая пастораль».

## Первая постановка
Произведение было впервые исполнено 9 января 1753 года в Королевской академии музыки, в Париже. «Титон и Аврора» сыграл важную роль в Войне буффонов, споре между апологетами французской и итальянской оперы, который бушевал в Париже в начале 1750-х годов. Огромный успех оперы после премьеры стал важной победой французского оперного лагеря (их оппоненты даже утверждали, что они гарантировали этот результат, созвав в Королевскую академию музыки роту солдат). «Титон» стал одним из самых популярных произведений композитора, при жизни которого постановка оперы несколько раз возобновлялась.

## Сюжет
Из пролога мы узнаем, что Прометей украл огонь с неба, чтобы дать жизнь статуе Амура, который учит всех прелестям любви.
В первом акте смертный пастух Титон влюбляется в богиню утренней зари Аврору. Он ждет её утром, и, когда Аврора приезжает в своей колеснице, поёт о своей любви. Это вызывает зависть Эола, бога ветров, который также влюблён в Аврору. Другая богиня, Палес, в свою очередь влюбляется в Титона и просит Эола разрешения быть с ним.
Во втором акте Аврора отвергает посягательства Эола, заявив, что скорее готова потерять бессмертие, чем любовь Титона. Палес также терпит неудачу в своих ухаживаниях за Титоном и её любовь обращается гневом.
Третий акт повествует о том, как Палес проклинает Титона, насылая на него преждевременную старость. Тем не менее Аврора остаётся верна ему, и Амур снимает заклятие.

## Записи
Оперу «Титон и Аврора» со своим ансамблем Les Musiciens du Louvre записал в 1992 году Марк Минковский (Erato, 1992)